# NHL Entry Draft 1998
L'NHL Entry Draft 1998 è stato il 36º draft della National Hockey League. Si è tenuto il 27 giugno 1998 presso la Marine Midland Arena di Buffalo.
Dopo cinque stagioni la lega si ampliò ulteriormente arrivando a 27 franchigie iscritte, grazie alla creazione dei Nashville Predators. I Predators effettuarono un Expansion Draft due giorni prima rispetto al Draft normale. Rispetto ai draft precedenti ciascun giro fu quindi composto da almeno ventisette scelte, oltre alle altre cosiddette compensatory per le franchigie che nell'ultima stagione avevano perso un giocatore divenuto unrestricted free agent. Rispetto al Draft del 1997 i giocatori selezionati passarono da 246 a 258. Per la prima volta fu scelto un giocatore proveniente dalla Slovenia.
I Tampa Bay Lightning selezionarono il centro canadese Vincent Lecavalier dai Rimouski Océanic, i Nashville Predators invece come seconda scelta puntarono sul centro statunitense David Legwand, proveniente dai Plymouth Whalers, mentre i San Jose Sharks scelsero in terza posizione il difensore canadese Brad Stuart dei Regina Pats. Fra i 258 giocatori selezionati 156 erano attaccanti, 79 erano difensori mentre 23 erano portieri. Dei giocatori scelti 132 giocarono in NHL.

## Expansion Draft
L'NHL Expansion Draft 1998, il nono nella storia della NHL, si svolse il 26 giugno 1998 a Buffalo. Il draft ebbe luogo per permettere di completare il roster della nuova franchigia iscritta alla NHL a partire dalla stagione 1998-99, i Nashville Predators.

## Turni
|  | = NHL All-Star Team |  |  | = NHL All-Star |  |  | = NHL All-Star e NHL All-Star Team |  |

Legenda delle posizioni

A = Attaccante   AD = Ala destra   AS = Ala sinistra   C = Centro   D = Difensore   P = Portiere

### Primo giro
| #  | Giocatore              | Nazionalità | Squadra NHL                                         | Squadra di provenienza          |
| -- | ---------------------- | ----------- | --------------------------------------------------- | ------------------------------- |
| 1  | Vincent Lecavalier (C) | Canada      | Tampa Bay Lightning (da Florida via San Jose)       | Rimouski Océanic (QMJHL)        |
| 2  | David Legwand (C)      | Stati Uniti | Nashville Predators (da Tampa Bay via San Jose)     | Plymouth Whalers (OHL)          |
| 3  | Brad Stuart (D)        | Canada      | San Jose Sharks (da Nashville)                      | Regina Pats (WHL)               |
| 4  | Bryan Allen (D)        | Canada      | Vancouver Canucks                                   | Oshawa Generals (OHL)           |
| 5  | Vitalij Višnevskij (D) | Russia      | Mighty Ducks of Anaheim                             | Lok. Jaroslavl’ (RSL)           |
| 6  | Rico Fata (AD)         | Canada      | Calgary Flames                                      | London Knights (OHL)            |
| 7  | Manny Malhotra (C)     | Canada      | New York Rangers                                    | Guelph Storm (OHL)              |
| 8  | Mark Bell (C)          | Canada      | Chicago Blackhawks (da Toronto)                     | Ottawa 67's (OHL)               |
| 9  | Michael Rupp (AS)      | Stati Uniti | New York Islanders                                  | Erie Otters (OHL)               |
| 10 | Nikolaj Antropov (C)   | Kazakistan  | Toronto Maple Leafs (da Chicago)                    | Kazcink-Torpedo (Kazakistan)    |
| 11 | Jeff Heerema (AD)      | Canada      | Carolina Hurricanes                                 | Sarnia Sting (OHL)              |
| 12 | Alex Tanguay (C)       | Canada      | Colorado Avalanche (da San Jose)                    | Halifax Mooseheads (QMJHL)      |
| 13 | Michael Henrich (AD)   | Canada      | Edmonton Oilers                                     | Barrie Colts (OHL)              |
| 14 | Patrick Desrochers (P) | Canada      | Phoenix Coyotes                                     | Sarnia Sting (OHL)              |
| 15 | Mathieu Chouinard (P)  | Canada      | Ottawa Senators                                     | Shawinigan Cataractes (QMJHL)   |
| 16 | Éric Chouinard (C)     | Canada      | Montreal Canadiens                                  | Québec Remparts (QMJHL)         |
| 17 | Martin Škoula (D)      | Rep. Ceca   | Colorado Avalanche (da Los Angeles)                 | Barrie Colts (OHL)              |
| 18 | Dmitrij Kalinin (D)    | Russia      | Buffalo Sabres                                      | Traktor Čeljabinsk (RSL)        |
| 19 | Robyn Regehr (D)       | Canada      | Colorado Avalanche (da Boston)                      | Kamloops Blazers (WHL)          |
| 20 | Scott Parker (AD)      | Stati Uniti | Colorado Avalanche (da Washington)                  | Kelowna Rockets (WHL)           |
| 21 | Mathieu Biron (D)      | Canada      | Los Angeles Kings (da Colorado)                     | Shawinigan Cataractes (QMJHL)   |
| 22 | Simon Gagné (AS)       | Canada      | Philadelphia Flyers (da Philadelphia via Tampa Bay) | Québec Remparts (QMJHL)         |
| 23 | Milan Kraft (AD)       | Rep. Ceca   | Pittsburgh Penguins                                 | Plzeň 1929 (Extraliga)          |
| 24 | Christian Bäckman (D)  | Svezia      | St. Louis Blues                                     | Västra Frölunda HC (Elitserien) |
| 25 | Jiří Fischer (D)       | Rep. Ceca   | Detroit Red Wings                                   | Hull Olympiques (QMJHL)         |
| 26 | Mike Van Ryn (D)       | Canada      | New Jersey Devils                                   | Michigan Wolverines (CCHA)      |
| 27 | Scott Gomez (C)        | Stati Uniti | New Jersey Devils (da Dallas)                       | Tri-City Americans (WHL)        |

### Secondo giro
| #  | Giocatore               | Nazionalità | Squadra NHL                                  | Squadra di provenienza              |
| -- | ----------------------- | ----------- | -------------------------------------------- | ----------------------------------- |
| 28 | Ramzi Abid (AS)         | Canada      | Colorado Avalanche (da Tampa Bay)            | Chic. Saguenéens (QMJHL)            |
| 29 | Jonathan Cheechoo (AD)  | Canada      | San Jose Sharks (da Nashville)               | Belleville Bulls (OHL)              |
| 30 | Kyle Rossiter (D)       | Canada      | Florida Panthers                             | Spokane Chiefs (WHL)                |
| 31 | Artëm Čubarov (C)       | Russia      | Vancouver Canucks                            | Dinamo Mosca (RSL)                  |
| 32 | Stephen Peat (AD)       | Canada      | Mighty Ducks of Anaheim                      | Red Deer Rebels (WHL)               |
| 33 | Blair Betts (C)         | Canada      | Calgary Flames                               | Prince George Cougars (WHL)         |
| 34 | Andrew Peters (AS)      | Canada      | Buffalo Sabres (da NY Rangers)               | Oshawa Generals (OHL)               |
| 35 | Petr Svoboda (D)        | Rep. Ceca   | Toronto Maple Leafs                          | Dukla Jihlava (Extraliga)           |
| 36 | Chris Nielsen (C)       | Canada      | New York Islanders                           | Calgary Hitmen (WHL)                |
| 37 | Christian Berglund (C)  | Svezia      | New Jersey Devils                            | Färjestad (Elitserien)              |
| 38 | Philippe Sauvé (P)      | Stati Uniti | Colorado Avalanche (da Chicago)              | Rimouski Océanic (QMJHL)            |
| 39 | John Erskine (D)        | Canada      | Dallas Stars (da Carolina via New Jersey)    | London Knights (OHL)                |
| 40 | Randy Copley (AS)       | Canada      | New York Rangers                             | CB Screaming Eagles (QMJHL)         |
| 41 | Maksim Linnik (D)       | Ucraina     | St. Louis Blues (da San Jose via Detroit)    | St. Thomas Stars (GOJHL)            |
| 42 | Jason Beckett (D)       | Canada      | Philadelphia Flyers (da Edmonton)            | Seattle Thunderbirds (WHL)          |
| 43 | Ossi Väänänen (D)       | Finlandia   | Phoenix Coyotes                              | Jokerit (SM-liiga)                  |
| 44 | Mike Fisher (C)         | Canada      | Ottawa Senators                              | Sudbury Wolves (OHL)                |
| 45 | Mike Ribeiro (C)        | Canada      | Montreal Canadiens                           | R-N Huskies (QMJHL)                 |
| 46 | Justin Papineau (C)     | Canada      | Los Angeles Kings                            | Belleville Bulls (OHL)              |
| 47 | Norm Milley (AD)        | Canada      | Buffalo Sabres                               | Sudbury Wolves (OHL)                |
| 48 | Jonathan Girard (D)     | Canada      | Boston Bruins                                | Laval Titan (QMJHL)                 |
| 49 | Jomar Cruz (P)          | Canada      | Washington Capitals                          | Brandon Wheat Kings (WHL)           |
| 50 | Jaroslav Kristek (AD)   | Rep. Ceca   | Buffalo Sabres (da Colorado via San Jose)    | PSG Zlín (Extraliga)                |
| 51 | Ian Forbes (D)          | Canada      | Philadelphia Flyers                          | Guelph Storm (OHL)                  |
| 52 | Bobby Allen (D)         | Stati Uniti | Boston Bruins (da Washington)                | Boston College Eagles (Hockey East) |
| 53 | Steve Moore (C)         | Canada      | Colorado Avalanche                           | Harvard Crimson (ECAC)              |
| 54 | Aleksandr Zevachin (AS) | Russia      | Pittsburgh Penguins                          | CSKA Mosca (RSL)                    |
| 55 | Ryan Barnes (AS)        | Canada      | Detroit Red Wings (da St. Louis)             | Sudbury Wolves (OHL)                |
| 56 | Tomek Valtonen (AS)     | Finlandia   | Detroit Red Wings                            | Ilves (SM-liiga)                    |
| 57 | Tyler Bouck (AD)        | Canada      | Dallas Stars (da New Jersey)                 | Prince George Cougars (WHL)         |
| 58 | Chris Bala (AS)         | Stati Uniti | Ottawa Senators (da Dallas via Philadelphia) | Harvard Crimson (ECAC)              |

### Terzo giro
| #  | Giocatore                | Nazionalità | Squadra NHL                                      | Squadra di provenienza                        |
| -- | ------------------------ | ----------- | ------------------------------------------------ | --------------------------------------------- |
| 59 | Todd Hornung (C)         | Canada      | Washington Capitals (da Tampa Bay)               | Portland Winterhawks (WHL)                    |
| 60 | Denis Archipov (C)       | Russia      | Nashville Predators                              | Ak Bars Kazan’ (RSL)                          |
| 61 | Joe DiPenta (D)          | Canada      | Florida Panthers                                 | Boston U. Terriers (Hockey East)              |
| 62 | Paul Manning (D)         | Canada      | Calgary Flames (da Vancouver via Carolina))      | Colorado C. Tigers (WCHA)                     |
| 63 | Lance Ward (D)           | Canada      | Florida Panthers (da Anaheim via Colorado)       | Red Deer Rebels (WHL)                         |
| 64 | Brad Richards (C)        | Canada      | Tampa Bay Lightning (da Calgary)                 | Rimouski Océanic (QMJHL)                      |
| 65 | Éric Laplante (AS)       | Canada      | San Jose Sharks                                  | Halifax Mooseheads (QMJHL)                    |
| 66 | Jason LaBarbera (P)      | Canada      | New York Rangers                                 | Portland Winterhawks (WHL)                    |
| 67 | Alex Henry (D)           | Canada      | Edmonton Oilers (da Toronto via Tampa Bay)       | London Knights (OHL)                          |
| 68 | Jarkko Ruutu (AS)        | Finlandia   | Vancouver Canucks (da New York Islanders)        | HIFK (SM-liiga)                               |
| 69 | Jamie Hodson (P)         | Canada      | Toronto Maple Leafs (da Chicago)                 | Brandon Wheat Kings (WHL)                     |
| 70 | Kevin Holdridge (D)      | Stati Uniti | Carolina Hurricanes                              | Plymouth Whalers (OHL)                        |
| 71 | Erik Cole (AS)           | Stati Uniti | Carolina Hurricanes (da San Jose)                | Clarkson Golden Knights (ECAC)                |
| 72 | Dmitrij Afanasenkov (AS) | Russia      | Tampa Bay Lightning (da Edmonton)                | Lok. Jaroslavl’ (RSL)                         |
| 73 | Pat O'Leary (C)          | Stati Uniti | Phoenix Coyotes                                  | Robbinsdale High School (USHS-Minnesota)      |
| 74 | Julien Vauclair (D)      | Svizzera    | Ottawa Senators                                  | Lugano (LNA)                                  |
| 75 | François Beauchemin (D)  | Canada      | Montreal Canadiens                               | Laval Titan (QMJHL)                           |
| 76 | Aleksej Volkov (P)       | Russia      | Los Angeles Kings                                | Kryl'ja Sovetov (RSL)                         |
| 77 | Mike Pandolfo (AD)       | Stati Uniti | Buffalo Sabres                                   | Saint Sebastian's School (USHS-Massachusetts) |
| 78 | Peter Nordström (AS)     | Svezia      | Boston Bruins                                    | Färjestad (Elitserien)                        |
| 79 | Jevhen Lazarev (D)       | Ucraina     | Colorado Avalanche (da Washington)               | Kitchener Rangers (OHL)                       |
| 80 | David Cameron (C)        | Canada      | Pittsburgh Penguins (da Colorado)                | Prince Albert Raiders (WHL)                   |
| 81 | Justin Morrison (AD)     | Stati Uniti | Vancouver Canucks (da Philadelphia)              | Colorado C. Tigers (WCHA)                     |
| 82 | Brian Gionta (AD)        | Stati Uniti | New Jersey Devils (da Pittsburgh via Edmonton)   | Boston College Eagles (Hockey East)           |
| 83 | Matt Walker (D)          | Canada      | St. Louis Blues                                  | Portland Winterhawks (WHL)                    |
| 84 | Jake McCracken (P)       | Canada      | Detroit Red Wings                                | S.S. Marie Greyhounds (OHL)                   |
| 85 | Geoff Koch (AS)          | Stati Uniti | Nashville Predators (da New Jersey via San Jose) | Michigan Wolverines (CCHA)                    |
| 86 | Gabriel Karlsson (C)     | Svezia      | Dallas Stars                                     | HV71 (Elitserien)                             |

### Quarto giro
| #   | Giocatore                 | Nazionalità | Squadra NHL                                      | Squadra di provenienza          |
| --- | ------------------------- | ----------- | ------------------------------------------------ | ------------------------------- |
| 87  | Oleksij Ponikarovskij (C) | Ucraina     | Toronto Maple Leafs (da Tampa Bay via Detroit)   | Dinamo Mosca (RSL)              |
| 88  | Kent Sauer (D)            | Stati Uniti | Nashville Predators                              | North Iowa Huskies (USHL)       |
| 89  | Ryan Jardine (AD)         | Canada      | Washington Capitals                              | S.S. Marie Greyhounds (OHL)     |
| 90  | Regan Darby (D)           | Canada      | Vancouver Canucks                                | Tri-City Americans (WHL)        |
| 91  | Josef Vašíček (C)         | Rep. Ceca   | Carolina Hurricanes (da Anaheim)                 | Slavia Praga (Extraliga)        |
| 92  | Eric Beaudoin (AS)        | Canada      | Tampa Bay Lightning (da Calgary)                 | Guelph Storm (OHL)              |
| 93  | Tommy Westlund (AD)       | Svezia      | Carolina Hurricanes (da NY Rangers)              | Brynäs (Elitserien)             |
| 94  | Matthias Trattnig (C)     | Austria     | Chicago Blackhawks (da Toronto)                  | Maine Black Bears (Hockey East) |
| 95  | Andy Burnham (AD)         | Canada      | New York Islanders                               | Windsor Spitfires (OHL)         |
| 96  | Mikko Jokela (D)          | Finlandia   | New Jersey Devils (da Chicago)                   | HIFK (SM-liiga)                 |
| 97  | Chris Madden (P)          | Stati Uniti | Carolina Hurricanes                              | Guelph Storm (OHL)              |
| 98  | Rob Davison (D)           | Canada      | San Jose Sharks                                  | North Bay Centennials (OHL)     |
| 99  | Shawn Horcoff (C)         | Canada      | Edmonton Oilers                                  | Michigan St. Spartans (CCHA)    |
| 100 | Ryan Van Buskirk (D)      | Canada      | Phoenix Coyotes                                  | Sarnia Sting (OHL)              |
| 101 | Pëtr Sčastlivyj (AS)      | Russia      | Ottawa Senators                                  | Lok. Jaroslavl’ (RSL)           |
| 102 | Shaun Sutter (AD)         | Canada      | Calgary Flames (da Montreal)                     | Lethbridge Hurricanes (WHL)     |
| 103 | Kip Brennan (AS)          | Canada      | Los Angeles Kings                                | Sudbury Wolves (OHL)            |
| 104 | Miroslav Zálešák (AD)     | Slovacchia  | San Jose Sharks (da Buffalo)                     | Nitra (Extraliga)               |
| 105 | Pierre Dagenais (AS)      | Canada      | New Jersey Devils (da Boston via Los Angeles)    | R-N Huskies (QMJHL)             |
| 106 | Krys Barch (AD)           | Canada      | Washington Capitals (da Washington via Colorado) | London Knights (OHL)            |
| 107 | Chris Corrinet (AS)       | Stati Uniti | Washington Capitals (da Colorado)                | Princeton Tigers (ECAC)         |
| 108 | Dany Sabourin (P)         | Canada      | Calgary Flames                                   | Sherbrooke Faucons (QMJHL)      |
| 109 | J. P. Morin (D)           | Canada      | Philadelphia Flyers                              | D.ville Voltigeurs (QMJHL)      |
| 110 | Scott Myers (P)           | Canada      | Pittsburgh Penguins                              | Prince George Cougars (WHL)     |
| 111 | Brent Hobday (AS)         | Canada      | Detroit Red Wings (da St. Louis)                 | Moose Jaw Warriors (WHL)        |
| 112 | Viktor Wallin (D)         | Svezia      | Mighty Ducks of Anaheim (da Detroit)             | HV71 (Elitserien)               |
| 113 | Kristian Antila (P)       | Finlandia   | Edmonton Oilers (da New Jersey)                  | Ilves (SM-liiga)                |
| 114 | Boyd Kane (AS)            | Canada      | New York Rangers (da Dallas)                     | Regina Pats (WHL)               |

### Quinto giro
| #   | Giocatore              | Nazionalità | Squadra NHL                                         | Squadra di provenienza                   |
| --- | ---------------------- | ----------- | --------------------------------------------------- | ---------------------------------------- |
| 115 | Jay Leach (D)          | Stati Uniti | Phoenix Coyotes (da Tampa Bay)                      | Providence Friars (Hockey East)          |
| 116 | Josh Blackburn (P)     | Stati Uniti | Phoenix Coyotes (da Nashville via San Jose)         | Lincoln Stars (USHL)                     |
| 117 | Jaroslav Špaček (D)    | Rep. Ceca   | Florida Panthers (da Florida via San Jose)          | Färjestad (Elitserien)                   |
| 118 | Mike Siklenka (D)      | Canada      | Washington Capitals (da Colorado)                   | Lloydminster Blazers (AJHL)              |
| 119 | Anton But (A)          | Russia      | New Jersey Devils (da Vancouver)                    | Lok. Jaroslavl’ (RSL)                    |
| 120 | Brent Gauvreau (C)     | Canada      | Calgary Flames (da Anaheim)                         | Oshawa Generals (OHL)                    |
| 121 | Curtis Rich (D)        | Canada      | Tampa Bay Lightning (da Calgary)                    | Calgary Hitmen (WHL)                     |
| 122 | Pat Leahy (AD)         | Stati Uniti | New York Rangers                                    | Miami RedHawks (CCHA)                    |
| 123 | Jiří Dopita (C)        | Rep. Ceca   | New York Islanders (da Toronto)                     | VHK Vsetín (Extraliga)                   |
| 124 | Francis Bélanger (AS)  | Canada      | Philadelphia Flyers (da NY Islanders via Chicago)   | Rimouski Océanic (QMJHL)                 |
| 125 | Erik Wendell (A)       | Stati Uniti | Washington Capitals (da Chicago)                    | Maple Grove High School (USHS-Minnesota) |
| 126 | Morgan Warren (AD)     | Canada      | Toronto Maple Leafs (da Carolina via Chicago)       | Moncton Wildcats (QMJHL)                 |
| 127 | Brandon Coalter (AS)   | Canada      | San Jose Sharks                                     | Oshawa Generals (OHL)                    |
| 128 | Paul Elliott (D)       | Canada      | Edmonton Oilers                                     | Lethbridge Hurricanes (WHL)              |
| 129 | Robert Schnábel (D)    | Rep. Ceca   | Phoenix Coyotes                                     | Red Deer Rebels (WHL)                    |
| 130 | Gavin McLeod (D)       | Canada      | Ottawa Senators                                     | Kelowna Rockets (WHL)                    |
| 131 | Tomáš Klouček (D)      | Rep. Ceca   | New York Rangers                                    | Slavia Praga (Extraliga)                 |
| 132 | Andrej Baškirov (AS)   | Russia      | Montreal Canadiens                                  | Fort Wayne Komets (IHL)                  |
| 133 | Joe Rullier (D)        | Canada      | Los Angeles Kings                                   | Rimouski Océanic (QMJHL)                 |
| 134 | Rob Scuderi (D)        | Stati Uniti | Pittsburgh Penguins (da Buffalo)                    | Boston College Eagles (Hockey East)      |
| 135 | Andrew Raycroft (P)    | Canada      | Boston Bruins                                       | Sudbury Wolves (OHL)                     |
| 136 | David Jonsson (D)      | Svezia      | Vancouver Canucks (da Washington)                   | Leksand (Elitserien)                     |
| 137 | Aaron Goldade (C)      | Canada      | Buffalo Sabres                                      | Brandon Wheat Kings (WHL)                |
| 138 | Martin Beauchesne (D)  | Canada      | Nashville Predators (da Colorado)                   | Sherbrooke Faucons (QMJHL)               |
| 139 | Garrett Prosofsky (C)  | Canada      | Philadelphia Flyers (da Philadelphia via Vancouver) | Saskatoon Blades (WHL)                   |
| 140 | Rick Bertran (D)       | Canada      | Vancouver Canucks (da Pittsburgh)                   | Kitchener Rangers (OHL)                  |
| 141 | K.C. Timmons (AS)      | Canada      | Colorado Avalanche (da St. Louis)                   | Tri-City Americans (WHL)                 |
| 142 | Calle Steen (A)        | Svezia      | Detroit Red Wings                                   | Hammarby (Elitserien)                    |
| 143 | Ryan Flinn (AS)        | Canada      | New Jersey Devils                                   | Laval Titan (QMJHL)                      |
| 144 | Oleg Smirnov (AS)      | Stati Uniti | Edmonton Oilers (da New Jersey)                     | Kristall Elektrostal (RSL)               |
| 145 | Mikael Samuelsson (AD) | Svezia      | San Jose Sharks (da Dallas)                         | Södertälje SK (Elitserien)               |

### Sesto giro
| #   | Giocatore               | Nazionalità | Squadra NHL                             | Squadra di provenienza          |
| --- | ----------------------- | ----------- | --------------------------------------- | ------------------------------- |
| 146 | Sergej Kuznecov (C)     | Russia      | Tampa Bay Lightning                     | Lok. Jaroslavl’ (RSL)           |
| 147 | Craig Brunel (AD)       | Canada      | Nashville Predators                     | Prince Albert Raiders (WHL)     |
| 148 | Chris Ovington (D)      | Canada      | Florida Panthers                        | Red Deer Rebels (WHL)           |
| 149 | Paul Cabana (A)         | Canada      | Vancouver Canucks                       | Fort McMurray Oil Barons (AJHL) |
| 150 | Trent Hunter (AD)       | Canada      | Mighty Ducks of Anaheim                 | Prince George Cougars (WHL)     |
| 151 | Adam Deleeuw (AS)       | Canada      | Detroit Red Wings                       | Barrie Colts (OHL)              |
| 152 | Gordie Dwyer (AS)       | Canada      | Montreal Canadiens (da Calgary)         | Beauport Harfangs (QMJHL)       |
| 153 | Pavel Patera (AS)       | Rep. Ceca   | Dallas Stars (da NY Rangers)            | AIK (Elitserien)                |
| 154 | Allan Rourke (D)        | Canada      | Toronto Maple Leafs                     | Kitchener Rangers (OHL)         |
| 155 | Kevin Clauson (D)       | Stati Uniti | New York Islanders                      | W. Michigan Broncos (CCHA)      |
| 156 | Kent Huskins (D)        | Canada      | Chicago Blackhawks                      | Clarkson Golden Knights (ECAC)  |
| 157 | Brad Voth (D)           | Canada      | St. Louis Blues (da Carolina)           | Medicine Hat Tigers (WHL)       |
| 158 | Jari Viuhkola (C)       | Finlandia   | Chicago Blackhawks (da San Jose)        | Oulun Kärpät (SM-liiga)         |
| 159 | Trevor Ettinger (D)     | Canada      | Edmonton Oilers                         | CB Screaming Eagles (QMJHL)     |
| 160 | Rickard Wallin (C)      | Svezia      | Phoenix Coyotes                         | Färjestad (Elitserien)          |
| 161 | Chris Neil (AD)         | Canada      | Ottawa Senators (da Ottawa via Chicago) | North Bay Centennials (OHL)     |
| 162 | Andrej Markov (D)       | Russia      | Montreal Canadiens                      | Chimik Voskresensk (RSL)        |
| 163 | Tomáš Žižka (D)         | Rep. Ceca   | Los Angeles Kings                       | PSG Zlín (Extraliga)            |
| 164 | Aleš Kotalík (A)        | Rep. Ceca   | Buffalo Sabres                          | České Budějovice (Extraliga)    |
| 165 | Ryan Milanovic (AS)     | Canada      | Boston Bruins                           | Kitchener Rangers (OHL)         |
| 166 | Jonathan Pelletier (P)  | Canada      | Chicago Blackhawks (da Washington)      | D.ville Voltigeurs (QMJHL)      |
| 167 | Aleksandr Rjazancev (D) | Russia      | Colorado Avalanche                      | Victoriaville Tigres (QMJHL)    |
| 168 | Antero Niittymäki (P)   | Finlandia   | Philadelphia Flyers                     | TPS (SM-liiga)                  |
| 169 | Jan Fadrný (C)          | Rep. Ceca   | Pittsburgh Penguins                     | Slavia Praga (Extraliga)        |
| 170 | Andrej Troščinskij (C)  | Kazakistan  | St. Louis Blues                         | Kazcink-Torpedo (Kazakistan)    |
| 171 | Pavel Dacjuk (C)        | Russia      | Detroit Red Wings                       | Dinamo Ekaterinburg (RSL)       |
| 172 | Jacques Larivière (AS)  | Canada      | New Jersey Devils                       | Moncton Wildcats (QMJHL)        |
| 173 | Niko Kapanen (C)        | Finlandia   | Dallas Stars                            | HPK (SM-liiga)                  |

### Settimo giro
| #   | Giocatore             | Nazionalità | Squadra NHL                        | Squadra di provenienza           |
| --- | --------------------- | ----------- | ---------------------------------- | -------------------------------- |
| 174 | Brett Allan (A)       | Canada      | Tampa Bay Lightning                | Swift Current Broncos (WHL)      |
| 175 | Cam Ondrik (P)        | Canada      | Philadelphia Flyers (da Nashville) | Medicine Hat Tigers (WHL)        |
| 176 | B. J. Ketcheson (D)   | Canada      | Florida Panthers                   | Peterborough Petes (OHL)         |
| 177 | Vincent Malts (AD)    | Stati Uniti | Vancouver Canucks                  | Hull Olympiques (QMJHL)          |
| 178 | Jesse Fibiger (D)     | Canada      | Mighty Ducks of Anaheim            | MN Duluth Bulldogs (WCHA)        |
| 179 | Nathan Foster (D)     | Canada      | Washington Capitals (da Calgary)   | Seattle Thunderbirds (WHL)       |
| 180 | Stefan Lundqvist (AD) | Svezia      | New York Rangers                   | Brynäs (Elitserien)              |
| 181 | Jonathan Gagnon (C)   | Canada      | Toronto Maple Leafs                | CB Screaming Eagles (QMJHL)      |
| 182 | Evgenij Korolëv (D)   | Russia      | New York Islanders                 | London Knights (OHL)             |
| 183 | Tyler Arnason (C)     | Stati Uniti | Chicago Blackhawks                 | St. Cloud State Huskies (WCHA)   |
| 184 | Donald Smith (C)      | Stati Uniti | Carolina Hurricanes                | Clarkson Golden Knights (ECAC)   |
| 185 | Robert Mulick (D)     | Canada      | San Jose Sharks                    | S.S. Marie Greyhounds (OHL)      |
| 186 | Mike Morrison (P)     | Stati Uniti | Edmonton Oilers                    | Maine Black Bears (Hockey East)  |
| 187 | Erik Westrum (C)      | Stati Uniti | Phoenix Coyotes                    | Minnesota Gophers (WCHA)         |
| 188 | Michel Périard (D)    | Canada      | Ottawa Senators                    | Shawinigan Cataractes (QMJHL)    |
| 189 | Andrej Kručinin (D)   | Russia      | Montreal Canadiens                 | Lada Togliatti (RSL)             |
| 190 | Tommi Hannus (C)      | Finlandia   | Los Angeles Kings                  | TPS (SM-liiga)                   |
| 191 | Brad Moran (C)        | Canada      | Buffalo Sabres                     | Calgary Hitmen (WHL)             |
| 192 | Radek Duda (AD)       | Rep. Ceca   | Calgary Flames (da Boston)         | Sparta Praga (Extraliga)         |
| 193 | Rastislav Staňa (P)   | Slovacchia  | Washington Capitals                | Košice (Extraliga)               |
| 194 | Oak Hewer (C)         | Canada      | Tampa Bay Lightning (da Colorado)  | North Bay Centennials (OHL)      |
| 195 | Tomáš Divíšek (A)     | Rep. Ceca   | Philadelphia Flyers                | Slavia Praga (Extraliga)         |
| 196 | Joel Scherban (C)     | Canada      | Pittsburgh Penguins                | London Knights (OHL)             |
| 197 | Brad Twordik (C)      | Canada      | St. Louis Blues                    | Brandon Wheat Kings (WHL)        |
| 198 | Jeremy Goetzinger (D) | Canada      | Detroit Red Wings                  | Prince Albert Raiders (WHL)      |
| 199 | Erik Jensen (A)       | Stati Uniti | New Jersey Devils                  | Des Moines Buccaneers (USHL)     |
| 200 | Scott Perry (C)       | Stati Uniti | Dallas Stars                       | Boston U. Terriers (Hockey East) |

### Ottavo giro
| #   | Giocatore                | Nazionalità | Squadra NHL                       | Squadra di provenienza                |
| --- | ------------------------ | ----------- | --------------------------------- | ------------------------------------- |
| 201 | Craig Murray (C)         | Canada      | Montreal Canadiens (da Tampa Bay) | Michigan Wolverines (CCHA)            |
| 202 | Martin Bartek (AS)       | Slovacchia  | Nashville Predators               | Sherbrooke Faucons (QMJHL)            |
| 203 | Ian Jacobs (AD)          | Canada      | Florida Panthers                  | Ottawa 67's (OHL)                     |
| 204 | Craig Mischler (C)       | Stati Uniti | Vancouver Canucks                 | Northeastern U. Huskies (Hockey East) |
| 205 | David Bernier (AD)       | Canada      | Mighty Ducks of Anaheim           | Québec Remparts (QMJHL)               |
| 206 | Jonas Frögren (D)        | Svezia      | Calgary Flames                    | Färjestad (Elitserien)                |
| 207 | Johan Witehall (AS)      | Svezia      | New York Rangers                  | Leksand (Elitserien)                  |
| 208 | Jaroslav Svoboda (AD)    | Rep. Ceca   | Carolina Hurricanes (da Toronto)  | Olomouc (Extraliga)                   |
| 209 | Frederik Brind'Amour (P) | Canada      | New York Islanders                | Sherbrooke Faucons (QMJHL)            |
| 210 | Sean Griffin (D)         | Canada      | Chicago Blackhawks                | Kingston Frontenacs (OHL)             |
| 211 | Mark Kosick (C)          | Canada      | Carolina Hurricanes               | Michigan Wolverines (CCHA)            |
| 212 | Jim Fahey (D)            | Stati Uniti | San Jose Sharks                   | Northeastern U. Huskies (Hockey East) |
| 213 | Christian Lefebvre (D)   | Canada      | Edmonton Oilers                   | Baie-Comeau Drakkar (QMJHL)           |
| 214 | Justin Hansen (AD)       | Canada      | Phoenix Coyotes                   | Prince George Cougars (WHL)           |
| 215 | Dwight Wolfe (D)         | Canada      | Toronto Maple Leafs (da Ottawa)   | Halifax Mooseheads (QMJHL)            |
| 216 | Michael Ryder (AD)       | Canada      | Montreal Canadiens                | Hull Olympiques (QMJHL)               |
| 217 | Jim Henkel (C)           | Stati Uniti | Los Angeles Kings                 | Ottawa 67's (OHL)                     |
| 218 | David Moravec (AS)       | Rep. Ceca   | Buffalo Sabres                    | Vítkovice Steel (Extraliga)           |
| 219 | Curtis Valentine (AS)    | Canada      | Vancouver Canucks (da Boston)     | Bowling Green Falcons (CCHA)          |
| 220 | Mike Farrell (D)         | Stati Uniti | Washington Capitals               | Providence Friars (Hockey East)       |
| 221 | Daniel Hulak (D)         | Canada      | Tampa Bay Lightning (da Colorado) | Swift Current Broncos (WHL)           |
| 222 | Ľubomír Pištek (AD)      | Slovacchia  | Philadelphia Flyers               | Kelowna Rockets (WHL)                 |
| 223 | Sergej Verenkin (AD)     | Russia      | Ottawa Senators (da San Jose)     | Lok. Jaroslavl’ (RSL)                 |
| 224 | Mika Lehto (P)           | Finlandia   | Pittsburgh Penguins               | Porin Ässät (SM-liiga)                |
| 225 | Jevhen Pastuch (AS)      | Ucraina     | St. Louis Blues                   | Chimik Voskresensk (RSL)              |
| 226 | David Petrasek (D)       | Svezia      | Detroit Red Wings                 | HV71 (Elitserien)                     |
| 227 | Marko Ahosilta (C)       | Finlandia   | New Jersey Devils                 | KalPa (SM-liiga)                      |
| 228 | Michal Trávníček (A)     | Rep. Ceca   | Toronto Maple Leafs (da Dallas)   | Litvínov (Extraliga)                  |

### Nono giro
| #   | Giocatore                 | Nazionalità | Squadra NHL                       | Squadra di provenienza                   |
| --- | ------------------------- | ----------- | --------------------------------- | ---------------------------------------- |
| 229 | Chris Lyness (D)          | Canada      | Tampa Bay Lightning               | CB Screaming Eagles (QMJHL)              |
| 230 | Kārlis Skrastiņš (D)      | Lettonia    | Nashville Predators               | TPS (SM-liiga)                           |
| 231 | Adrian Wichser (C)        | Svizzera    | Florida Panthers                  | Kloten Flyers (LNA)                      |
| 232 | Jason Metcalfe (D)        | Canada      | Vancouver Canucks                 | London Knights (OHL)                     |
| 233 | Pelle Prestberg (AS)      | Svezia      | Mighty Ducks of Anaheim           | Färjestad (Elitserien)                   |
| 234 | Kevin Mitchell (D)        | Stati Uniti | Calgary Flames                    | Guelph Storm (OHL)                       |
| 235 | Jan Mertzig (D)           | Svezia      | New York Rangers                  | Luleå (Elitserien)                       |
| 236 | Sergej Rostov (P)         | Russia      | Toronto Maple Leafs               | Dinamo Mosca (RSL)                       |
| 237 | Ben Blais (D)             | Stati Uniti | New York Islanders                | Walpole High School (USHS-Massachusetts) |
| 238 | Alexandre Couture (AS)    | Canada      | Chicago Blackhawks                | Sherbrooke Faucons (QMJHL)               |
| 239 | Brent McDonald (C)        | Canada      | Carolina Hurricanes               | Prince George Cougars (WHL)              |
| 240 | Andrej Eršov (D)          | Russia      | Chicago Blackhawks (da San Jose)  | Chimik Voskresensk (RSL)                 |
| 241 | Maksim Spiridonov (AD)    | Russia      | Edmonton Oilers                   | London Knights (OHL)                     |
| 242 | Jason Doyle (AD)          | Canada      | New York Islanders (da Phoenix)   | S.S. Marie Greyhounds (OHL)              |
| 243 | Petr Hubáček (C)          | Rep. Ceca   | Philadelphia Flyers               | Kometa Brno (Extraliga)                  |
| 244 | Toby Petersen (C)         | Stati Uniti | Pittsburgh Penguins               | Colorado C. Tigers (WCHA)                |
| 245 | Andreas Andersson (P)     | Svezia      | Mighty Ducks of Anaheim           | HV71 (Elitserien)                        |
| 246 | Rastislav Pavlikovský (C) | Slovacchia  | Ottawa Senators                   | Dukla Trenčín (Extraliga)                |
| 247 | Darcy Harris (AD)         | Canada      | Montreal Canadiens                | Kitchener Rangers (OHL)                  |
| 248 | Matthew Yeats (P)         | Canada      | Los Angeles Kings                 | Olds Grizzlys (AJHL)                     |
| 249 | Edo Terglav (AD)          | Slovenia    | Buffalo Sabres                    | Baie-Comeau Drakkar (QMJHL)              |
| 250 | Radek Matějovský (AD)     | Rep. Ceca   | New York Islanders (da Boston)    | Slavia Praga (Extraliga)                 |
| 251 | Blake Evans (C)           | Canada      | Washington Capitals               | Tri-City Americans (WHL)                 |
| 252 | Martin Cibák (C)          | Slovacchia  | Tampa Bay Lightning (da Colorado) | Medicine Hat Tigers (WHL)                |
| 253 | Bruno St. Jacques (D)     | Canada      | Philadelphia Flyers               | Baie-Comeau Drakkar (QMJHL)              |
| 254 | Matt Hussey (C)           | Stati Uniti | Pittsburgh Penguins               | Avon Old Farms School (USHS-Connecticut) |
| 255 | Johnny Pohl (C)           | Stati Uniti | St. Louis Blues                   | Minnesota Gophers (WCHA)                 |
| 256 | Petja Pietilainen (C)     | Finlandia   | Detroit Red Wings                 | Saskatoon Blades (WHL)                   |
| 257 | Ryan Held (C)             | Canada      | New Jersey Devils                 | Kitchener Rangers (OHL)                  |
| 258 | Sergej Skrobot (D)        | Russia      | Philadelphia Flyers (da Dallas)   | Dinamo Mosca (RSL)                       |

## Selezioni classificate per nazionalità
| Pos. | Paese        | Selezioni |
|      | Nord America | 169       |
| ---- | ------------ | --------- |
| 1    | Canada       | 129       |
| 2    | Stati Uniti  | 40        |
|      | Europa       | 89        |
| 3    | Russia       | 22        |
| 4    | Rep. Ceca    | 21        |
| 5    | Svezia       | 17        |
| 6    | Finlandia    | 12        |
| 7    | Slovacchia   | 6         |
| 8    | Ucraina      | 4         |
| 9    | Kazakistan   | 2         |
| 9    | Svizzera     | 2         |
| 11   | Austria      | 1         |
| 11   | Lettonia     | 1         |
| 11   | Slovenia     | 1         |